# Heinrich Schopper

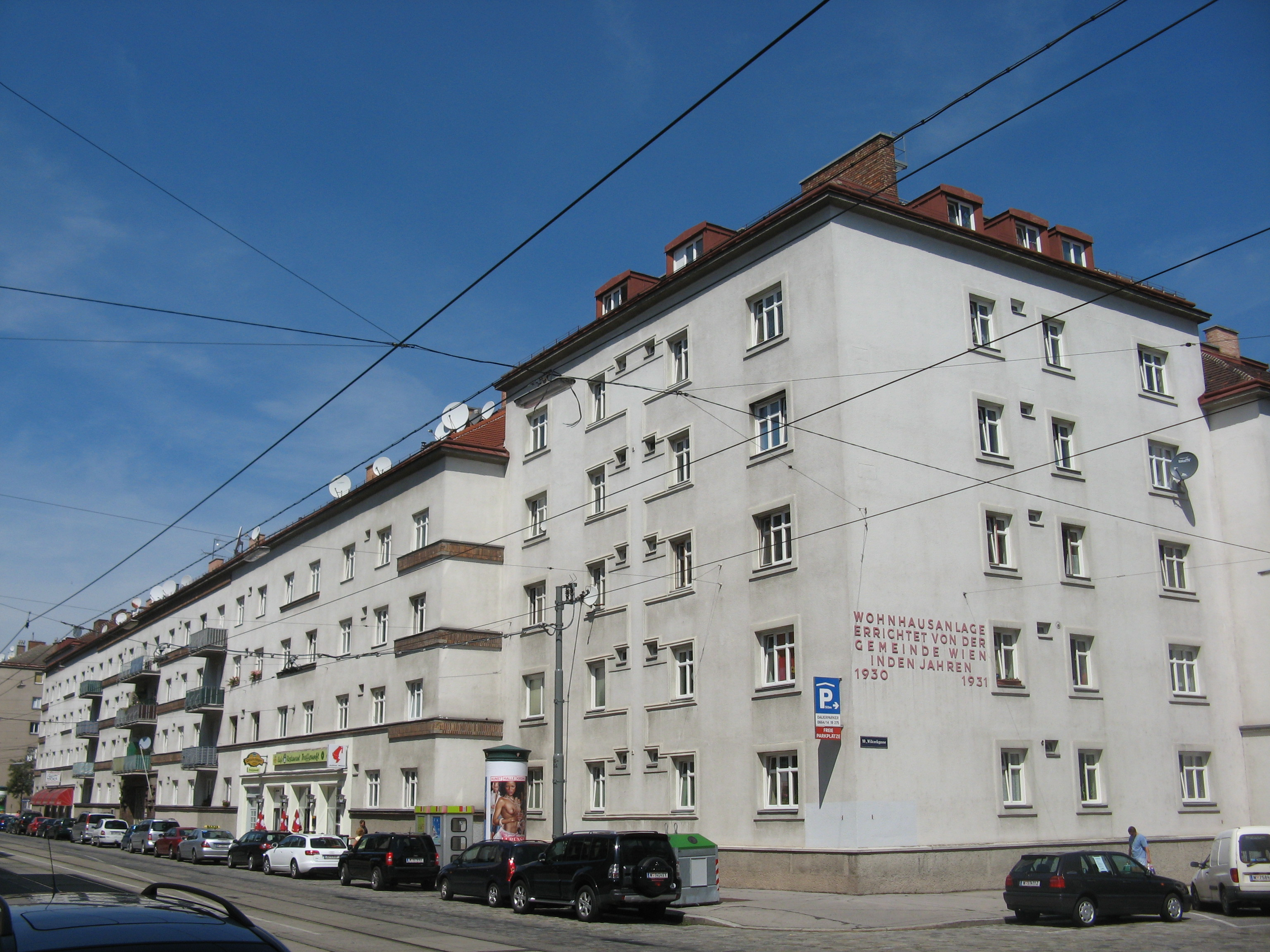
Hueber-Hof (1930)

Heinrich Schopper (* 16. Dezember 1881 in Linz; † 7. Mai 1952 in Wien) war ein österreichischer Architekt.

## Leben
Heinrich Schopper war der dritte Sohn des gutsituierten Kaufmanns Isidor Schopper. Er besuchte zunächst die Staatsgewerbeschule im böhmischen Reichenberg, um anschließend zwischen 1904 und 1907 an der Akademie der bildenden Künste Wien in der Meisterschule Otto Wagners zu studieren. Nach Praxisjahren arbeitete Schopper ab etwa 1910 selbstständig als Architekt. Von 1915 bis 1923 ging er eine Bürogemeinschaft mit Julius Chini ein, der eine solche mit Alfred Chalousch, seinem ehemaligen Studienkollegen, von etwa 1924 bis in den Zweiten Weltkrieg hinein folgte.
Er wurde am Hietzinger Friedhof bestattet.

## Leistung
Die dokumentierten Bauten von Heinrich Schopper sind von der Anzahl her nur wenige. Dabei handelt es sich um Gemeindebauten für die Stadt Wien, die gemeinsam mit seinem Partner Alfred Chalousch entstanden. Beide Architekten waren eher traditionell eingestellt, was sich in einer dekorativen Ausformung der frühen Bauten ausdrückt. Erst mit dem Hueber-Hof um 1930 orientierten sich die beiden zaghaft nach modernen, konkret nach holländischen Vorbildern. Im Zweiten Weltkrieg dürften sie an der Errichtung von Industrieanlagen beteiligt gewesen sein, es sind aber keine konkreten Bauten dokumentiert.

## Werke
- Gall-Hof, Heiligenstädter Straße 4, Wien 9 (1924), gemeinsam mit Alfred Chalousch
- Adaptierung und Inneneinrichtung des Kurtheaters, Reichenau an der Rax (1926)
- Wohnhausanlage der Gemeinde Wien, Engelsberggasse 3, Wien 3 (1926), gemeinsam mit Alfred Chalousch
- Goethehof, Schüttaustraße 1–39, Wien 22 (1928–1930), gemeinsam mit Alfred Chalousch
- Hueber-Hof, Quellenstraße 24B, Wien 10 (1930), gemeinsam mit Alfred Chalousch